# チャイルド・リサーチ・ネット
チャイルド・リサーチ・ネット（Child Research Net、略称CRN）は、1996年に設立された子供学研究所である。子供をめぐる最新の話題や子供研究の動向について、情報提供や議論を日本語・英語・中国語の3ウェブサイトで展開させると同時に、子供研究の研究所としての実態も持っている。設立当初より、所長は小林登（東京大学名誉教授）、顧問は石井威望（東京大学名誉教授）である。

## 設立背景
かねてから子供の「成育」を提唱していた小林登は、従来の学問分野を超えた学際的な子供研究を推進しようとしていた。小林の提唱する「成育」とは─「育つ力」をもった生物的存在である子供は、親・家庭・学校などの社会的存在による「育てる力」との相互作用によって体を成長させ、心を発達させる。この「育つ力」と「育てる力」のふたつをお互いに関連づけ、成長・発達と育児・保育・教育を統合した概念─である。
折しも、インターネットが急速に普及し始めた頃であったため小林は、世界的規模で子供研究を進めてゆくのであれば、インターネットというネットワークを利用し、世界の研究施設や研究者と交流を行い、子供をめぐるさまざまな問題の解決に取り組んでいこうと考えた。その考えに賛同したベネッセコーポレーションの支援を受け、1996年にCRN（日本語）、CRN（英語）　、2004年にCRN（中国語）がオープンすることとなり、現在は3カ国語で、世界の子供を取り巻く諸問題を解決するための学際的な研究に取り組んでいる。

## 特徴
次の3点が主な特徴。
1. 中立性 CRNは非営利組織として中立を保っている。
2. 国際性 3カ国語ウェブサイトの運営を中心に、国際シンポジウムや講演会を開催している。
3. 学際性 従来の学問分野を超えた学際的な子供研究のために、日本子ども学会や日本赤ちゃん学会を支援している。

## 活動内容
- CRN（日本語）・CRN（英語）・CRN（中国語）のウェブサイトでは、それぞれの読者を対象に独自のコンテンツを提供している。
- また、プレイショップなどの研究活動や、国内外でシンポジウムや講演会を行っている。過去には、ジェーン・グドール博士による講演会や、大江健三郎氏が特別講演（於：CRN 設立10周年記念国際シンポジウム）を行った。また、2007年には、東アジア子ども学交流プログラムを立ち上げ、積極的に東アジアとの学術交流を推進している。